# Pittidae
Famille
Les Pittidae sont une famille de passereaux comprenant 33 espèces de brèves.

## Description
Cette famille regroupe des oiseaux de taille petite à moyenne (de 15 à 29 cm), au bec fort, à queue courte à moyenne et à longues pattes. La plupart des espèces possède un plumage richement coloré.

## Comportement
Famille d'oiseaux discrets, bien qu'actifs, mais difficiles à observer à cause de leur habitat forestier. Se déplace en sautillant et en voletant sur le sol. Gratte la litière forestière à la recherche de nourriture. Les vers de terre compose la plus grande part de son régime alimentaire, avec les escargots.

## Habitats et répartition
On les trouve dans les forêts équatoriales de la zone afrotropicale, de la zone indomalaise et du Nord-Est de la zone australasienne.

## Étymologie
Le nom de cette famille vient du genre Pitta, transcription latine par Vieillot, d'un nom télougou signifiant "petit oiseau". Le nom français (brève) pourrait venir de l'allure générale de ces oiseaux à la queue très courte.

## Taxinomie

### Genres
- Hydrornis (13 espèces)
- Erythropitta (13 espèces)
- Pitta (20 espèces)

### Liste des espèces
D'après la classification de référence (version 5.2, 2015) du Congrès ornithologique international (ordre phylogénique) :
- Hydrornis phayrei – Brève ornée
- Hydrornis nipalensis – Brève à nuque bleue
- Hydrornis soror – Brève à dos bleu
- Hydrornis oatesi – Brève à nuque fauve
- Hydrornis schneideri – Brève de Schneider
- Hydrornis caeruleus – Brève géante
- Hydrornis baudii – Brève à tête bleue
- Hydrornis cyaneus – Brève bleue
- Hydrornis elliotii – Brève d'Elliot
- Hydrornis guajanus – Brève azurine
- Hydrornis irena – Brève d'Irène (?)
- Hydrornis schwaneri – Brève de Schwaner (?)
- Hydrornis gurneyi – Brève de Gurney
- Erythropitta kochi – Brève de Koch
- Erythropitta erythrogaster – Brève à ventre rouge
- Erythropitta arquata – Brève à bandeau
- Erythropitta granatina – Brève grenadine
- Erythropitta venusta – Brève gracieuse
- Erythropitta ussheri – Brève d'Ussher (?)
- Pitta sordida – Brève à capuchon
- Pitta maxima – Brève d'Halmahera
- Pitta steerii – Brève de Steere
- Pitta superba – Brève superbe
- Pitta angolensis – Brève d'Angola
- Pitta reichenowi – Brève à poitrine verte
- Pitta brachyura – Brève du Bengale
- Pitta nympha – Brève migratrice
- Pitta moluccensis – Brève à ailes bleues
- Pitta megarhyncha – Brève des palétuviers
- Pitta elegans – Brève élégante
- Pitta iris – Brève iris
- Pitta versicolor – Brève versicolore
- Pitta anerythra – Brève masquée